# وینینگ (مینه‌سوتا)
وینینگ، مینه‌سوتا (به انگلیسی: Vining, Minnesota) یک شهر در ایالات متحده آمریکا است که در شهرستان اوتر تیل، مینه‌سوتا واقع شده‌است.

## خصوصیات
وینینگ ۳٫۴۲ کیلومترمربع مساحت و ۷۸ نفر جمعیت دارد و ۴۲۴ متر بالاتر از سطح دریا واقع شده‌است.